# Anselmo III da Rho
Anselmo III da Rho, in latino de Raude (Rho, ... – Milano, 4 dicembre 1093), fu arcivescovo di Milano dalla sua elezione, nel 1086, fino alla sua morte. Partito da posizioni avverse alla pataria e alla riforma gregoriana, si riconciliò con il papato romano, riconciliando anche la Chiesa ambrosiana con la sede romana dopo un decennio di scisma.

## Biografia
Passò più di un anno dalla morte del suo predecessore, Tedaldo, quando il 1º luglio 1086 venne eletto un nuovo arcivescovo, Anselmo, della famiglia dei "da Rho", appartenente quindi all'aristocrazia capitaneale (un suo parente, Arnaldo da Rho, nel 1075 aveva ucciso il patarino Erlembaldo). L'elezione di Anselmo segnava la vittoria della fazione conservatrice, che si opponeva alla cosiddetta riforma gregoriana, vista come una imposizione dall'esterno e un arrogarsi, da parte del papa, di poteri che tradizionalmente questi non aveva mai avuto.
Trasgredendo le direttive romane, Anselmo ricevette l'investitura dall'imperatore Enrico IV, ma tra i suoi suffraganei ne trovò soltanto uno che accettò di ordinarlo vescovo.  Anselmo fu l'ultimo arcivescovo di Milano a ricevere l'investitura dall'imperatore (procedura che garantiva alla Chiesa milanese una indipendenza dalla Sede romana): Papa Vittore III, in segno di protesta, rifiutò di consegnargli il pallio.  In effetti, uno dei cardini della riforma gregoriana era proprio il controllo, esercitato da parte di Roma, sulla scelta dei vescovi.
Nonostante gli inizi travagliati del suo episcopato, tuttavia, Anselmo III fu colui che riuscì, dopo più di dieci anni di scisma, a riportare la Chiesa di Milano all'unità con Roma.  Dopo la morte di Vittore III, infatti, nel 1088 si arrivò all'elezione di un nuovo papa, un monaco cluniacense che scelse il nome di Urbano II.  Il mondo cluniacense era vicino anche ai vescovi filo-imperiali e nella lotta per le investiture tentava di proporre mediazioni tra le due posizioni contrapposte: Urbano II, in effetti, dimostrava grande fermezza nei confronti dei principi della Riforma, ma a differenza di papa Gregorio VII fu molto più elastico nella loro applicazione.  Soprattutto, Urbano II era seriamente intenzionato a rispettare e ristabilire l'autorità dei vescovi.  La riforma della Chiesa veniva così affidata alla gerarchia, e ciò metteva in crisi i movimenti più fanatici, come la Pataria di Arialdo ed Erlembaldo.  Fu in questo contesto che maturò la composizione dello scisma milanese.
Il vescovo Anselmo venne ufficialmente deposto da un legato pontificio, si ritirò in un monastero, e quindi venne invitato dal papa stesso a tornare alla sua sede episcopale "per l'utilità della Chiesa".  Anselmo si riappacificò così con Urbano II, dal quale ricevette anche il pallio di metropolita. Urbano II agiva così per recuperare consenso in una città come Milano, vitale per la Chiesa, dato che per esempio a Ravenna e ad Aquileia c'erano vescovi decisamente filo-imperiali.

L'agire del papa, che lanciava ponti verso gli avversari della Pataria, destò non poco sconcerto nei patarini stessi.  Cominciavano così a cambiare gli schieramenti a Milano:
non più

bensì:

L'azione di Urbano II finì così per indebolire un movimento che aspirava ad essere "popolare" come la Pataria.
Forse anche in segno di gratitudine verso Urbano, Anselmo supportò il monachesimo cluniacense. Nel suo primo anno di governo, fondò il monastero femminile cluniacense di Cantù. Nel 1093, abolì i suoi diritti feudali sulla chiesa di Santa Maria in Calvenzano (oggi in comune di Vizzolo Predabissi), la donò ai monaci di Cluny a condizione che questi vi costruissero un piccolo monastero: veniva così stabilito il primo priorato cluniacense nella diocesi di Milano.
Nello stesso anno 1093, nonostante una certa contrarietà da parte della popolazione milanese, Anselmo incoronò Re d'Italia Corrado, figlio di Enrico IV, prima a Monza e poi anche a Milano: Corrado si era dissociato dalla politica intransigentemente anti-romana del padre e si era avvicinato ad Urbano II.
Anselmo morì nel 1093, e fu sepolto nella chiesa di San Nazaro in Brolo.

### Fonti
- Landulphi Iunioris sive de Sancto Paulo Historia Mediolanensis ab anno MXCV usque ad annum MCXXXVII. C. Castiglioni, ed. Bologna, 1934 (Rerum Italicarum Scriptores; 5/3). Testo latino nell'"Archivio della Latinità nel Medioevo".

### Studi
- M. Marzorati. voce "Anselmo da Rho" in: Alberto Maria Ghisalberti & Massimiliano Pavan, edd.. Dizionario Biografico degli Italiani. Milano: Istituto della Enciclopedia italiana, 1960-.
- Pietro Zerbi. "Cum mutato habitu in coenobio sanctissime vixisset... : Anselmo III o Arnolfo III?" Archivio storico lombardo 90 (1963) : 509-524.
- Alfredo Lucioni. L'età della Pataria. In: Adriano Caprioli, Antonio Rimoldi & Luciano Vaccaro, edd.. Diocesi di Milano. Vol. 1. Brescia: La scuola, 1990. 167-194.